# جورج تابوري
جورج تابوري (24 مايو 1914 - 23 يوليو 2007) كاتب ومخرج مسرحي مجري.انتقل تابوري إلى ألمانيا  في عام 1971، حيث كان تركيزه الجديد على العمل المسرحي ، وعمل بشكل أساسي في برلين وميونيخ وفيينا. له عام 1991 تنويعات غولدبرغ هي مهزلة ساخرة تستند إلى قصص توراتية تنتهي بكارثة.